# Неверке
Неверке (словен. Neverke) — поселення в общині Півка, Регіон Нотрансько-крашка, Словенія. Висота над рівнем моря: 443,2 м.